# NGC 629
NGC 629 est un groupe d'étoiles situé dans la constellation de Cassiopée. NGC 629 a été enregistré par l'astronome germano-balte Wilhelm Struve en 1825.